# Duft-Weinrebe
Die Duft-Weinrebe oder Winter-Rebe (Vitis vulpina) ist ein kletternder Strauch mit schwarzen oder dunkelblauen Früchten aus der Familie der Weinrebengewächse (Vitaceae). Das natürliche Verbreitungsgebiet der Art liegt in den Vereinigten Staaten. Die Art wird selten kultiviert.

## Beschreibung
Die Duft-Weinrebe ist ein 15 bis 20 Meter hoch kletternder Strauch mit verzweigten, fuchsroten Ranken. Die Markscheidewände sind 2 bis 5 Millimeter dick. Die Laubblätter sind in Blattspreite und Blattstiel gegliedert. Die Blattspreite ist einfach, 10 bis 12 Zentimeter lang, breit-eiförmig, ungelappt oder leicht dreilappig mit herzförmiger Basis und enger, spitzwinkeliger Stielbucht. Der Blattrand ist mit spitzen Zähnen unregelmäßig und grob gezähnt. Die Blattoberseite ist glänzend grün, die Unterseite hellgrün und zuletzt entlang der Blattadern rauhaarig.
Die duftenden Blüten wachsen in 10 bis 25 Zentimeter langen, vielblütigen Rispen. Die Früchte sind schwarz oder dunkelblau, leicht bereift und haben Durchmesser von 0,8 bis 1 Zentimeter. Die Früchte sind sehr sauer und erst nach Frosteinwirkung süß und essbar.
Die Duft-Weinrebe blüht im Juni.
Die Chromosomenzahl beträgt 2n = 38.

## Vorkommen und Standortansprüche
Das natürliche Verbreitungsgebiet liegt im Osten der Vereinigten Staaten und reicht von Indiana, Wisconsin und South Dakota bis nach Florida und Texas. Die Duft-Weinrebe wächst in Auen und an Flussufern, auf mäßig trockenen, frischen bis feuchten, neutralen bis alkalischen, sandig-kiesigen, sehr nährstoffreichen Böden an sonnigen bis lichtschattigen, kühlen bis kalten Standorten.

## Systematik
Die Duft-Weinrebe (Vitis vulpina) ist eine Art aus der Gattung der Weinreben (Vitis), wo sie der Untergattung Vitis zugerechnet wird. Die Gattung wird in der Familie der Weinrebengewächse (Vitaceae) der Unterfamilie Vitoideae zugeordnet. Die Art wurde 1753 von Carl von Linné erstmals wissenschaftlich gültig beschrieben. Der Gattungsname Vitis stammt aus dem Lateinischen und wird für die „Weinrebe“ als auch die „Ranke“ verwendet. Das Artepitheton vulpina stammt ebenfalls aus dem Lateinischen und verweist auf den „Fuchs“. Es spielt dabei weder auf die Fabel Der Fuchs und die Trauben noch auf die Farbe der Ranken, sondern auf den eigenartigen Geschmack der Weine aus amerikanischen Wildreben an, der als Fox-Ton (Fuchsgeschmack) bezeichnet wird.

## Verwendung
Die Duft-Weinrebe wird manchmal wegen der Früchte genutzt oder auch als Zierpflanze verwendet.